# Mistrzostwa Świata Weteranów w Skokach Narciarskich 2000
Mistrzostwa Świata Weteranów w Skokach Narciarskich 2000 – jedenasta edycja mistrzostw świata weteranów w skokach narciarskich, rozegrana w dniach od 16 do 17 marca w Rognan.

## Medaliści
| Kategoria wiekowa | Złoty medal          | Kraj      | Odl.           | pkt   | Srebrny medal          | Kraj                   | Odl.                   | pkt                    | Brązowy medal             | Kraj                      | Odl.                      | pkt                       |
| K-25              |                      |           |                |       |                        |                        |                        |                        |                           |                           |                           |                           |
| Klasa 12 (85–89)  | Olai Lie             | Norwegia  | 16,0 m 15,5 m  | 130,6 | Wystartował 1 zawodnik | Wystartował 1 zawodnik | Wystartował 1 zawodnik | Wystartował 1 zawodnik | Wystartował 1 zawodnik    | Wystartował 1 zawodnik    | Wystartował 1 zawodnik    | Wystartował 1 zawodnik    |
| Klasa 10 (75–79)  | Olav Malin           | Norwegia  | 14,5 m 15,5 m  | 121,5 | Leif Pedersen          | Szwecja                | 14,0 m 15,5 m          | 89,8                   | Johs Johnsen              | Norwegia                  | 12,5 m 12,0 m             | 89,3                      |
| Klasa 9 (70–74)   | Nils Eriksen         | Norwegia  | 19,0 m 19,0 m  | 174,2 | Anders Lund            | Norwegia               | 15,0 m 16,5 m          | 134,1                  | Wystartowało 2 zawodników | Wystartowało 2 zawodników | Wystartowało 2 zawodników | Wystartowało 2 zawodników |
| Klasa 8 (65–69)   | John Eidem           | Norwegia  | 17,0 m 18,0 m  | 153,5 | Wystartował 1 zawodnik | Wystartował 1 zawodnik | Wystartował 1 zawodnik | Wystartował 1 zawodnik | Wystartował 1 zawodnik    | Wystartował 1 zawodnik    | Wystartował 1 zawodnik    | Wystartował 1 zawodnik    |
| Klasa 7 (60–64)   | Kurt Elimä           | Szwecja   | 20,0 m 21,0 m  | 189,4 | Allan Andersen         | Norwegia               | 20,0 m 20,0 m          | 187,0                  | Tuevo Koljonen            | Finlandia                 | 20,0 m 20,0 m             | 178,0                     |
| K-43              |                      |           |                |       |                        |                        |                        |                        |                           |                           |                           |                           |
| Klasa 10 (75–79)  | Olav Malin           | Norwegia  | 21,0 m, 22,5 m | 65,0  | Johs Johnsen           | Norwegia               | 9,0 m, 15,5 m          | (-3,8)                 | Wystartowało 2 zawodników | Wystartowało 2 zawodników | Wystartowało 2 zawodników | Wystartowało 2 zawodników |
| Klasa 9 (70–74)   | Nils Eriksen         | Norwegia  | 30,0 m, 30,5 m | 130,4 | Wystartował 1 zawodnik | Wystartował 1 zawodnik | Wystartował 1 zawodnik | Wystartował 1 zawodnik | Wystartował 1 zawodnik    | Wystartował 1 zawodnik    | Wystartował 1 zawodnik    | Wystartował 1 zawodnik    |
| Klasa 8 (65–69)   | John Eidem           | Norwegia  | 29,0 m 30,0 m  | 124,1 | Wystartował 1 zawodnik | Wystartował 1 zawodnik | Wystartował 1 zawodnik | Wystartował 1 zawodnik | Wystartował 1 zawodnik    | Wystartował 1 zawodnik    | Wystartował 1 zawodnik    | Wystartował 1 zawodnik    |
| Klasa 7 (60–64)   | Aarne Kuisma         | Finlandia | 33,5 m 35,0 m  | 170,0 | Kurt Elimä             | Szwecja                | 34,0 m 34,5 m          | 164,0                  | Kurt Brausse              | Niemcy                    | 33,0 m 33,5 m             | 149,1                     |
| Klasa 6 (55–59)   | Guttorm Bakke        | Norwegia  | 36,0 m 36,5 m  | 185,3 | Svein Engmann          | Norwegia               | 34,5 m 35,5 m          | 163,8                  | Ake Saloniemi             | Szwecja                   | 33,5 m 35,0 m             | 162,0                     |
| Klasa 5 (50–54)   | Taisto Tolvanen      | Finlandia | 37,0 m 36,5 m  | 184,0 | Sigmund Stenberg       | Norwegia               | 36,0 m 35,0 m          | 173,0                  | Knut Sorlien              | Norwegia                  | 34,0 m 35,0 m             | 168,1                     |
| Klasa 4 (45–49)   | Arsi Sjörgren        | Finlandia | 38,5 m 37,5 m  | 189,5 | Odd Erik Nordsteien    | Norwegia               | 36,0 m 35,5 m          | 181,1                  | Rune Tulluan              | Norwegia                  | 34,5 m 34,5 m             | 163,1                     |
| Klasa 3 (40–44)   | Stig Dahl            | Norwegia  | 36,5 m 37,0 m  | 190,0 | Pertti Laaksonen       | Finlandia              | 37,0 m 37,0 m          | 177,6                  | Geir Almaas               | Norwegia                  | 35,5 m 36,5 m             | 173,2                     |
| Klasa 2 (35–39)   | Knut Bjerke          | Norwegia  | 36,5 m 35,0 m  | 172,6 | Svein Erik Roenning    | Norwegia               | 36,5 m 35,0 m          | 172,1                  | Stig Bjoern Wuttudal      | Norwegia                  | 34,5 m 35,0 m             | 161,2                     |
| Klasa 1 (30–34)   | Kair Tammel          | Estonia   | 38,5 m 38,5 m  | 197,2 | Peep Heinloo           | Estonia                | 38,5 m 38,0 m          | 193,1                  | Pietro Nilssen            | Szwecja                   | 36,0 m 37,0 m             | 175,9                     |
| K-67              |                      |           |                |       |                        |                        |                        |                        |                           |                           |                           |                           |
| Klasa 7 (60–64)   | Aarne Kuisma         | Finlandia | 54,0 m 55,0 m  | 160,2 | Ingvart Thornängen     | Szwecja                | 55,0 m 55,5 m          | 158,1                  | Willy Johansen            | Norwegia                  | 53,0 m 56,5 m             | 155,7                     |
| Klasa 6 (55–59)   | Guttorm Bakke        | Norwegia  | 60,0 m 60,5 m  | 191,6 | Svein Engmann          | Norwegia               | 57,0 m 55,0 m          | 156,2                  | Ake Saloniemi             | Szwecja                   | 53,5 m 51,0 m             | 141,7                     |
| Klasa 5 (50–54)   | Jan Heiberg          | Norwegia  | 68,0 m, 69,0 m | 225,7 | Pĺl Kalleberg          | Norwegia               | 59,5 m 60,0 m          | 178,7                  | Dag Tessum                | Norwegia                  | 56,0 m 57,5 m             | 169,8                     |
| Klasa 4 (45–49)   | Stein Johannesen     | Norwegia  | 67,5 m 70,5 m  | 230,1 | Björn Knutsen          | Norwegia               | 65,0 m 65,5 m          | 211,1                  | Roy Strenglesrud          | Norwegia                  | 63,0 m 61,0 m             | 199,5                     |
| Klasa 3 (40–44)   | Veijo Stranden       | Finlandia | 67,5 m 65,0 m  | 215,9 | Vidar Johansen         | Norwegia               | 65,5 m 66,5 m          | 211,7                  | Arne Jörgensen            | Norwegia                  | 63,0 m 67,5 m             | 209,6                     |
| Klasa 2 (35–39)   | Geir Rune Lislegaard | Norwegia  | 67,5 m 65,0 m  | 216,9 | Oyvind Villesvik       | Norwegia               | 61,5 m 65,0 m          | 206,5                  | Kalevi Kantola            | Finlandia                 | 59,5 m 65,0 m             | 196,7                     |
| Klasa 1 (30–34)   | Magne Johansen       | Norwegia  | 65,5 m 68,5 m  | 217,0 | Seppo Kinnunen         | Finlandia              | 63,5 m 65,0 m          | 214,8                  | Björnar Flovik            | Norwegia                  | 63,5 m 62,5 m             | 196,3                     |
| K-90              |                      |           |                |       |                        |                        |                        |                        |                           |                           |                           |                           |
| Klasa 7 (60–64)   | Willy Johansen       | Norwegia  | 68,0 m 65,5 m  | 118,5 | Don West               | Stany Zjednoczone      | 42,5 m 43,0 m          | 8,5                    | Wystartowało 2 zawodników | Wystartowało 2 zawodników | Wystartowało 2 zawodników | Wystartowało 2 zawodników |
| Klasa 6 (55–59)   | Antti Kokkonen       | Finlandia | 65,0 m 64,5 m  | 106,5 | Reidar Finnanger       | Norwegia               | 47,5 m 43,0 m          | 20,5                   | Wystartowało 2 zawodników | Wystartowało 2 zawodników | Wystartowało 2 zawodników | Wystartowało 2 zawodników |
| Klasa 5 (50–54)   | Jan Heiberg          | Norwegia  | 93,0 m 82,0 m  | 205,0 | Pĺl Kalleberg          | Norwegia               | 79,5 m 73,5 m          | 164,0                  | Klaus Günther             | Niemcy                    | 77,5 m 69,0 m             | 146,5                     |
| Klasa 4 (45–49)   | Björn Knutsen        | Norwegia  | 93,0 m 92,0 m  | 236,0 | Stein Johannesen       | Norwegia               | 85,5 m 85,5 m          | 202,5                  | Hallstein Bögseth         | Norwegia                  | 82,0 m 83,5 m             | 195,0                     |
| Klasa 3 (40–44)   | Ari Raitoharju       | Finlandia | 95,0 m 91,0 m  | 204,0 | Trond Pederson         | Norwegia               | 86,0 m 84,5 m          | 201,0                  | Tom Sandberg              | Norwegia                  | 84,0 m 79,0 m             | 194,0                     |
| Klasa 2 (35–39)   | Oyvind Villesvik     | Norwegia  | 90,5 m 90,5 m  | 229,5 | Geir Rune Lislegaard   | Norwegia               | 77,5 m 80,0 m          | 173,5                  | Stein Moe                 | Norwegia                  | 70,5 m 75,0 m             | 142,5                     |
| Klasa 1 (30–34)   | Seppo Kinnunen       | Finlandia | 90,0 m 91,0 m  | 226,0 | Björnar Flovik         | Norwegia               | 86,0 m 83,0 m          | 196,0                  | Janne Heinonen            | Finlandia                 | 75,0 m 87,5 m             | 181,5                     |

| Konkurs drużynowy K-40                                                            |          |                                                                         |           |                                                                                 |         |
| Norwegia                                                                          | Norwegia | Finlandia                                                               | Finlandia | Szwecja                                                                         | Szwecja |
| Guttorm Bakke Stein Johannesen Vidar Johansen Geir Rune Lislegaard Magne Johansen | 953,4    | Matti Kaseva Hannu Kohtala Veijo Strandén Kalevi Kantola Seppo Kinnunen | 829,8     | Ingvart Thornängen Jarl Orjan Asvatne Risto Osterberg Lennart Elima Anders From | 649,2   |

## Statystyka
| Miejsce | Kraj              | Złoto | Srebro | Brąz | Razem |
| ------- | ----------------- | ----- | ------ | ---- | ----- |
| 1.      | Norwegia          | 19    | 18     | 13   | 50    |
| 2.      | Finlandia         | 8     | 2      | 3    | 13    |
| 3.      | Szwecja           | 1     | 3      | 3    | 7     |
| 4.      | Estonia           | 1     | 1      | 0    | 2     |
| 5.      | Stany Zjednoczone | 0     | 1      | 0    | 1     |
| 6.      | Niemcy            | 0     | 0      | 2    | 2     |